# Batalla de Noain
La batalla de Noáin (el 30 de juny de 1521) va ser l'única gran batalla campal que va tenir lloc durant la conquesta de Navarra per part de Castella i Aragó. S'hi van enfrontar les tropes de l'exèrcit navarrès que tenien el suport del francès, que havien reconquerit Navarra, a l'exèrcit castellà-aragonès. Aquelles van ser derrotades, acabant amb això les possibilitats que els Albret recuperessin el territori navarrès de la part sud dels Pirineus, deixant-los Carles V el 1528, per motius estratègics (difícil de defensar), la sobirania de la Baixa Navarra.

## Antecedents
Després de la conquesta de Navarra pel rei d'Aragó Ferran el Catòlic el 1512, el 1515 s'havien produït tres intents de recuperar el regne per part dels seus reis. El 1521, era la tercera ocasió, regnant Enric II de Navarra "el Sangüesino", que va intentar aprofitar la revolta dels comuners contra Carles V, pensant que el poderós exèrcit castellà no podria reaccionar.
Per a això va enviar un exèrcit que va entrar pel nord, al comandament del general André de Foix (Senyor de Lesparrou), amb 12.000 peons, 800 llances i 29 peces d'artilleria. A més es va produir un aixecament de la població de diverses ciutats, com Pamplona, Estella, Tafalla i Tudela, aconseguint expulsar els castellans de tota Navarra.
Una vegada recuperada Navarra, André de Foix amb el gruix de les tropes es va dirigir cap a Logronyo en suport dels Comuners de Castella, ja fora del regne, assetjant infructuosament la ciutat. Mentrestant, el Conestable de Castella es va reorganitzar amb tres cossos d'exèrcit. L'11 de juny es va iniciar la retirada fins a arribar el 30 de juny a l'esplanada de Salines de Pamplona, on es va produir la batalla.

## Desenvolupament de la batalla
La batalla va ocórrer a Salines de Pamplona, en una àmplia plana al costat de Noain i Pamplona. Les tropes castellanes estaven formades per més de 30.000 homes al comandament de don Iñigo Fernández de Velasco, comte d'Haro, Conestable de Castella, Duc de Fredes, Corregent de Castella, i de don Antonio Manrique de Lara, Duc de Nájera i Virrei de Navarra.
Les tropes de l'exèrcit castellà van ser reclutades de la següent forma: uns 7000 homes del Conestable de Castella; uns 5.000 dels territoris de Biscaia, Àlaba i Guipúscoa, en aquest últim cas després de la reducció dels veïns revoltats per part de Sant Ignasi de Loiola; uns 4.000 aportats pel comte de Lerín; entre 1.000-1.200 soldats de cadascuna de diverses ciutats, com Segòvia, Valladolid, Palència, Burgos, Salamanca i Toro; 800 per Medina del Campo i 500 d'Àvila, i en menor mesura d'altres ciutats. A més de les tropes aportades pels membres de la noblesa. En molts casos, el reclutament va ser realitzat entre els vençuts de la Guerra de les Comunitats.
Les tropes franco-navarreses, que eren molt inferiors en nombre (es parla d'entre 8.000 i 10.000 homes), estaven capitanejades pel francès André de Foix, Senyor de Lesparrou. Va cometre diversos errors, com el de no esperar als reforços que podien arribar, uns 6.000 homes de Pamplona i voltants, i altres 2.000 de Tafalla. Va prendre la iniciativa atacant entrada la tarda (les versions oscil·len entre les 14:00 i 17:30 hores), sorprenent els castellans i infligint-los inicialment un sever càstig. Al començament van dominar els navarro-gascons, escombrant amb la seva artilleria els prats en què es trobaven els castellans, però l'Almirall de Castella i duc d'Enríquez amb la seva cavalleria va dominar el combat, travessant amb celeritat la serra de Erreniega i caient sobre el flanc i la rereguarda franco-navarresa. I la infanteria castellana ho va decidir en la resta del camp de batalla.
La batalla va ser molt llarga i sagnant. Els navarresos van haver de rendir-se, després de sofrir més de 5.000 baixes i ser fet presoner el propi André de Foix, senyor de Lesparrou, després de lluitar amb estrenuïtat (segons les cròniques), qui va ser ferit en el front per una maçada, que el va deixar cec, i va rendir la seva espasa a en Francés de Beaumont (líder beaumontès que va ajudar als castellans). Més tard va ser alliberat per l'Emperador després de pagar un rescat.
Entre els quals van aconseguir fugir, després de la derrota, es troben Martí de Xavier (germà de Francesc Xavier), Arnault de Agramont, el bisbe Cousserans, Fadrique de Navarra i el doctor Remiro de Goñi.
Aquesta batalla va decidir la possessió definitiva de Castella sobre el regne de Navarra, perquè els castellans, amb bascos oñacinos.Els supervivents navarresos es van reorganitzar a la Baixa Navarra en un exèrcit més modest, i van prendre la vall Baztan-Bidasoa, el Castell d'Amaiur i la ciutat de Hondarribia, on es van produir les dues últimes resistències militars en la conquesta de l'Alta Navarra.

## Monument
En un turó sobre aquesta plana es troba un monument en record d'aquesta batalla, realitzat per Joxe Ulibarrena el 1992. En aquest lloc, associacions a favor de recuperar la sobirania plena de Navarra es reuneixen tots els anys l'últim diumenge de juny.